# Saison 2023-2024 du Club africain
Chronologie
Saison précédente Saison suivante
La saison 2023-2024 du Club africain marque la 69e saison consécutive du club au sein de l'élite. Le club est engagé dans la compétition de la coupe de Tunisie ainsi que dans la coupe de la confédération 2023-2024.

## Pré-saison
Le 12 juillet 2023, le Club africain reprend l'entraînement sous la direction de l'entraîneur Saïd Saïbi, accompagné de son adjoint Ahmed Touihri et du préparateur physique Marouane Slimani.
Le 22 juillet, le comité directeur annonce la levée de l'interdiction de recrutement : le club est désormais autorisé à recruter de nouveaux joueurs et peut ainsi participer à la coupe de la confédération,.
Le Conseil des anciens du Club africain annonce qu'après que l'organe de supervision des élections ait déclaré qu'aucune candidature n'a été déposée pour la présidence et le comité directeur à deux reprises, les 22 et 29 juillet, il est décidé d'approuver la poursuite du travail de l'actuel comité directeur dirigé par Youssef El Almi jusqu'à la fin de la saison.

## Transferts
| Nom                         | Nationalité        | Poste                    | Transfert       | Provenance/Destination | Division           | Réf.   |
| --------------------------- | ------------------ | ------------------------ | --------------- | ---------------------- | ------------------ | ------ |
| Arrivées                    |                    |                          |                 |                        |                    |        |
| Yahia Mtiri                 | Tunisie            | Milieu défensif          | Transfert       | JS Kairouan            | Ligue II           | [ 5 ]  |
| Ghaith Sghaier              | Tunisie            | Milieu offensif          | Transfert libre | US Tataouine           | Ligue II           | [ 6 ]  |
| Ahmed Hammami               | Tunisie            | Milieu central           | Transfert libre | Abu Salem SC (en)      | L1                 | [ 5 ]  |
| Ameur Omrani                | Tunisie            | Défenseur central        | Transfert libre | US Monastir            | Ligue I            | [ 7 ]  |
| Houssem Eddine Souissi (en) | Tunisie            | Milieu défensif          | Transfert libre | Qadsia SC              | Viva League        | [ 8 ]  |
| Mohamed Amine Hamrouni      | Tunisie            | Arrière gauche           | Transfert libre | CS Sfax                | Ligue I            | [ 9 ]  |
| Kingsley Eduwo              | Nigeria            | Avant-centre             | Transfert libre | Al Arabi SC            | Viva League        | [ 10 ] |
| Bassem Srarfi               | Tunisie            | Ailier droit             | Transfert libre | Al Arabi SC            | Viva League        | [ 11 ] |
| Rached Arfaoui              | Tunisie            | Ailier droit             | Transfert libre | ES Tunis               | Ligue I            | [ 12 ] |
| Federico Bikoro             | Guinée équatoriale | Milieu central           | Transfert libre | Sandefjord             | Eliteserien        | [ 13 ] |
| Tayeb Meziani               | Algérie            | Attaquant - Ailier droit | Transfert libre | Abha Club              | ROSHN Saudi League | [ 14 ] |
| Départs                     |                    |                          |                 |                        |                    |        |
| Rodrigue Kossi Fiogbé       | Bénin              | Milieu défensif          | Fin de contrat  | Al-Taraji Club (en)    | D2                 | [ 15 ] |
| Nader Ghandri               | Tunisie            | Défenseur central        | Fin de contrat  | Ajman Club             | Pro League         | [ 16 ] |
| Larry Azouni                | Tunisie            | Milieu central           | Fin de contrat  | Al-Faisaly FC          | D2                 | [ 17 ] |
| Nabil Lamara                | Algérie            | Arrière gauche           | Fin de contrat  | USM Alger              | Ligue 1            | [ 7 ]  |
| Abdennour Belhocini         | Algérie            | Ailier droit             | Fin de contrat  | CS Constantine         | Ligue 1            |        |
| Ghazi Abderrazzak           | Tunisie            | Arrière gauche           | Fin de contrat  | US Ben Guerdane        | Ligue I            | [ 18 ] |
| Saber Khalifa               | Tunisie            | Avant-centre             | Fin de carrière |                        |                    | [ 19 ] |
| Seifeddine Charfi           | Tunisie            | Gardien                  | Fin de contrat  | US Ben Guerdane        | Ligue I            | [ 20 ] |
| Mahdi Ouedherfi             | Tunisie            | Milieu défensif          | Fin de contrat  | US Ben Guerdane        | Ligue I            | [ 21 ] |
| Amadou Sabo                 | Niger              | Milieu défensif          | Résiliation     |                        |                    | [ 22 ] |

## Changement d'entraîneur
Le 19 janvier 2024, le Club africain annonce la nomination du Français Jean-Michel Cavalli en tant que nouvel entraîneur de l'équipe, pour une durée d'un an et demi. Cavalli a déjà eu une expérience en Afrique du Nord, en tenant les rênes de la sélection algérienne en 2007 ainsi que des clubs de l'USM Alger, du MC Oran et du Wydad Athletic Club ; il a également dirigé la sélection du Niger de 2020 à 2023. Le 9 février, le Club africain annonce la nomination de l'ancien entraîneur de l'équipe nationale, Mondher Kebaier, en remplacement de Cavalli, dont le contrat a été résilié à l'amiable, seulement 20 jours après la nomination de ce dernier à la tête du staff technique. Le 11 mai, le comité directeur du club annonce une séparation à l'amiable avec le staff technique dirigé par Kebaier ; Kamel Kolsi assume temporairement la direction technique de l'équipe avec l'aide de Nader Warda,. Le 12 mai, le comité directeur trouve un accord avec l'entraîneur Faouzi Benzarti pour veiller sur les destinées de l'équipe jusqu'à la fin de la saison,. Le 16 juin, la Fédération tunisienne de football désigne Benzarti comme sélectionneur de l'équipe nationale, celui-ci confirmant à la Télévision tunisienne 1 qu'il poursuit sa mission avec le club jusqu'à la fin de son contrat, le 30 juin,. À la suite de cette décision, le comité directeur par l'entremise de son porte-parole Rafik Zaafrani déclare être décontenancé par cette nomination sans que le club ait été consulté et retirer sa confiance au bureau fédéral.

## Démission du président
Le 5 mai, lors de la sixième journée des play-offs, le Club africain s'incline face au Club sportif sfaxien au stade olympique de Radès (0-2). À la suite de cette défaite, le secrétaire général Aymen Chbak annonce la démission du président Youssef El Almi. Cinq jours plus tard, le 9 mai, le Comité des sages du Club africain accepte la démission d'El Almi et décide de maintenir le comité directeur, qui sera présidé par Haykel Dkhil jusqu'à la tenue de l'assemblée générale élective prévue le 7 juin,,. En raison de l'absence de candidatures, l'assemblée générale élective doit se tenir le 4 juillet.

## Préparation d'avant-saison
Le 30 juillet 2023, lors du premier match de pré-saison du Club africain, le derby de la capitale se déroule au stade Hédi-Enneifer du Bardo. L'équipe du Stade tunisien défait le Club africain sur un score d'un but à zéro, le seul but de la rencontre ayant été marqué en première période par Dominique Mendy. Le 4 août, le club s'impose face au Al Hilal Club (2-1) en match amical disputé au parc Mounir-Kebaili de Tunis. Le 5 août, le club joue également contre le Club athlétique bizertin au stade Chedly-Zouiten de Tunis, mais le match se termine sur un score nul (0-0). Le 10 août, le Club africain joue une seconde fois contre l'Al Hilal Club, le match se terminant sur une victoire (2-0). Le 12 août, le club est défait par l'Avenir sportif de La Marsa (3-1) lors d'un match amical disputé au parc Mounir-Kebaili de Tunis.

## Compétitions

### Championnat de Tunisie

#### Première phase
Le 19 août, à l'occasion de la première journée de la phase du championnat, renforcé par huit nouvelles recrues (Bassem Srarfi, Houssem Souissi, Ahmed Hammami, Yahia Mtiri, Kingsley Eduwo, Ghaith Sghaier, Mohamed Amine Hamrouni et Ameur Omrani), le Club africain s'impose lors de sa rencontre avec l'Union sportive de Ben Guerdane au stade du 7-Mars (1-0).
| 1re journée              | US Ben Guerdane | 0 - 1   | Club africain     | Stade du 7-Mars, Ben Gardane              |                                           |
| 19 août 2023 16:30 GMT+1 |                 | (0 - 1) | Bassem Srarfi 36e | Spectateurs : 450 Diffuseur : Diwan Sport | Spectateurs : 450 Diffuseur : Diwan Sport |

Le 26 août, le Club africain laisse filer deux points en concédant un match nul (0-0) à Radès face à El Gawafel sportives de Gafsa, pour le compte de la deuxième journée du championnat.
| 2e journée               | Club africain | 0 - 0   | EGS Gafsa | Stade olympique de Radès, Radès | |
| 26 août 2023 16:30 GMT+1 |               | (0 - 0) |           | Spectateurs : 8 500 Diffuseur : Diwan Sport, Télévision tunisienne 2 Arbitrage : Fraj Abdellaoui Arbitres assistants : Ramzi Ben Fradj | Spectateurs : 8 500 Diffuseur : Diwan Sport, Télévision tunisienne 2 Arbitrage : Fraj Abdellaoui Arbitres assistants : Ramzi Ben Fradj |

Le 21 septembre, le Club africain affronte l'Étoile sportive du Sahel au stade olympique de Sousse lors de la quatrième journée de Ligue I ; le match se termine sur un nul (1-1).
| 4e journée (jouée en retard)  | Étoile sportive du Sahel | 1 - 1   | Club africain      | Stade olympique de Sousse, Sousse | |
| 21 septembre 2023 15:30 GMT+1 | Youssef Abdelli 84e      | (0 - 0) | Ghaith Sghaier 60e | Spectateurs : 6 470 Diffuseur : Diwan Sport, Télévision tunisienne 1, Al-Kass One Arbitrage : Nidhal Letaief Arbitres assistants : Wael Hannachi Wassim Amara | Spectateurs : 6 470 Diffuseur : Diwan Sport, Télévision tunisienne 1, Al-Kass One Arbitrage : Nidhal Letaief Arbitres assistants : Wael Hannachi Wassim Amara |

Le 24 septembre, le derby tunisois entre le Club africain et le Stade tunisien à Radès, comptant pour la cinquième journée de Ligue I, se solde par un match nul (1-1) entre les deux équipes.
| 5e journée                    | Club africain       | 1 - 1   | Stade tunisien                         | Stade olympique de Radès, Radès | |
| 24 septembre 2023 17:30 GMT+1 | Tayeb Meziani 84e   | (0 - 1) | Haythem Jouini 3e                      | Spectateurs : 15 000 Diffuseur : Diwan Sport, Télévision tunisienne 1 Arbitrage : Mehrez Melki Arbitres assistants : Aymen Ismael Mohamed Amine Boujemaâ | Spectateurs : 15 000 Diffuseur : Diwan Sport, Télévision tunisienne 1 Arbitrage : Mehrez Melki Arbitres assistants : Aymen Ismael Mohamed Amine Boujemaâ |
| 24 septembre 2023 17:30 GMT+1 | Chiheb Labidi 90+3e |         | Hamza Ben Abda 79e · Lamine Ndao 90+3e | Spectateurs : 15 000 Diffuseur : Diwan Sport, Télévision tunisienne 1 Arbitrage : Mehrez Melki Arbitres assistants : Aymen Ismael Mohamed Amine Boujemaâ | Spectateurs : 15 000 Diffuseur : Diwan Sport, Télévision tunisienne 1 Arbitrage : Mehrez Melki Arbitres assistants : Aymen Ismael Mohamed Amine Boujemaâ |

Le 7 octobre, le Club africain s'impose lors de sa rencontre avec l'Avenir sportif de Soliman au stade municipal de Soliman (2-1).
| 6e journée                 | Avenir sportif de Soliman | 1 - 2   | Club africain                                 | Stade municipal de Soliman, Soliman | |
| 7 octobre 2023 15:00 GMT+1 | Roche Foning 62e          | (0 - 2) | Kingsley Eduwo 6e · Ghaith Sghaier 44e (pen.) | Spectateurs : 312 Diffuseur : Diwan Sport, Télévision tunisienne 2 Arbitrage : Amir Ayadi Arbitres assistants : Wassim Amara Najeh Aouicha | Spectateurs : 312 Diffuseur : Diwan Sport, Télévision tunisienne 2 Arbitrage : Amir Ayadi Arbitres assistants : Wassim Amara Najeh Aouicha |

Le 22 octobre, le Club africain s'impose lors de sa rencontre avec l'Olympique de Béja au stade olympique de Radès (3-1).
| 7e journée                  | Club africain                                                    | 3 - 1   | Olympique de Béja | Stade olympique de Radès, Radès | |
| 22 octobre 2023 14:30 GMT+1 | Bassem Srarfi 17e · Kingsley Eduwo 38e (pen.) · Hamdi Labidi 64e | (2 - 0) | Baha Cherni 79e   | Spectateurs : 12 000 Diffuseur : Diwan Sport, Télévision tunisienne 1 Arbitrage : Khaled Gouider Arbitres assistants : Wael Mehouachi Riadh Bouchlaghem | Spectateurs : 12 000 Diffuseur : Diwan Sport, Télévision tunisienne 1 Arbitrage : Khaled Gouider Arbitres assistants : Wael Mehouachi Riadh Bouchlaghem |

Le 29 octobre, le Club africain s'impose lors de sa rencontre avec l'Union sportive de Ben Guerdane au stade olympique de Radès (2-0).
| 8e journée                  | Club africain                          | 2 - 0   | US Ben Guerdane | Stade olympique de Radès, Radès | |
| 29 octobre 2023 14:30 GMT+1 | Kingsley Eduwo 21e · Tayeb Meziani 24e | (2 - 0) |                 | Spectateurs : 9 700 Diffuseur : Diwan Sport, Télévision tunisienne 1 Arbitrage : Ahmed Dhaouadi Arbitres assistants : Khaled Souayah Ridha Saidani Quatrième arbitre : Ali Ouerhani | Spectateurs : 9 700 Diffuseur : Diwan Sport, Télévision tunisienne 1 Arbitrage : Ahmed Dhaouadi Arbitres assistants : Khaled Souayah Ridha Saidani Quatrième arbitre : Ali Ouerhani |

Le 4 novembre, le Club africain s'impose lors de sa rencontre avec l'El Gawafel sportives de Gafsa à Gafsa (0-1).
| 9e journée                  | EGS Gafsa       | 0 - 1   | Club africain      | Stade olympique de Gafsa, Gafsa | |
| 4 novembre 2023 14:30 GMT+1 |                 | (0 - 1) | Kingsley Eduwo 44e | Spectateurs : 1 000 Diffuseur : Diwan Sport, Télévision tunisienne 1 Arbitrage : Nidhal Letaief Arbitres assistants : Wassim Amara Mohamed Trabelsi | Spectateurs : 1 000 Diffuseur : Diwan Sport, Télévision tunisienne 1 Arbitrage : Nidhal Letaief Arbitres assistants : Wassim Amara Mohamed Trabelsi |
| 4 novembre 2023 14:30 GMT+1 | Ali Ayari 90+7e |         |                    | Spectateurs : 1 000 Diffuseur : Diwan Sport, Télévision tunisienne 1 Arbitrage : Nidhal Letaief Arbitres assistants : Wassim Amara Mohamed Trabelsi | Spectateurs : 1 000 Diffuseur : Diwan Sport, Télévision tunisienne 1 Arbitrage : Nidhal Letaief Arbitres assistants : Wassim Amara Mohamed Trabelsi |

Le 10 décembre, le Club africain s'incline face à l'Étoile sportive du Sahel (1-0) à Tunis au terme de la onzième journée du championnat.
| 11e journée (jouée en retard) | Club africain          | 0 - 1   | Étoile sportive du Sahel | Stade olympique de Radès, Radès | |
| 14 décembre 2023 17:00 GMT+1  |                        | (0 - 0) | Jacques Mbé 67e          | Spectateurs : 25 000 Diffuseur : Diwan Sport, Al-Kass One Arbitrage : Mehrez Melki Arbitres assistants : Aymen Ismael Zied Dhouioui | Spectateurs : 25 000 Diffuseur : Diwan Sport, Al-Kass One Arbitrage : Mehrez Melki Arbitres assistants : Aymen Ismael Zied Dhouioui |
| 14 décembre 2023 17:00 GMT+1  | Wissem Ben Yahia 90+3e |         |                          | Spectateurs : 25 000 Diffuseur : Diwan Sport, Al-Kass One Arbitrage : Mehrez Melki Arbitres assistants : Aymen Ismael Zied Dhouioui | Spectateurs : 25 000 Diffuseur : Diwan Sport, Al-Kass One Arbitrage : Mehrez Melki Arbitres assistants : Aymen Ismael Zied Dhouioui |

Le 26 décembre, au stade Hédi-Enneifer du Bardo, se tient le derby de la capitale, opposant le Stade tunisien au Club africain et remporté par le premier sur un score de 2-1. À la suite de ce match, le Club africain annonce la fin des fonctions de Saïd Saïbi en tant qu'entraîneur de l'équipe, d'un commun accord entre les deux parties. Le personnel actuel, dirigé par Ahmed Touhiri et Mohamed Haj Ali, assume les responsabilités en attendant la nomination d'un nouvel entraîneur. Le président du Club africain, Youssef El Almi, et le membre du comité directeur, Sami Belkadi, envisagent de se retirer du championnat, dénonçant une « injustice évidente » de la part de l'équipe arbitrale dirigée par Nidhal Letaïef, qui aurait causé leur défaite, et qualifiant la situation de « honteuse ». Belkadi annonce une réunion pour discuter des prochaines étapes, tout en accusant le président de la direction nationale d'arbitrage, Aouaz Trabelsi, de désignations suspectes.
| 12e journée                  | Stade tunisien                           | 2 - 1   | Club africain     | Stade Hédi-Enneifer, Le Bardo | |
| 26 décembre 2023 14:00 GMT+1 | Hamza Khadraoui 45e · Haythem Jouini 64e | (1 - 1) | Kingsley Eduwo 7e | Spectateurs : 3 200 Diffuseur : Diwan Sport, Télévision tunisienne 1 Arbitrage : Nidhal Letaief Arbitres assistants : Mohamed Bekir Wael Hannachi Quatrième arbitre : Amine Fgaier | Spectateurs : 3 200 Diffuseur : Diwan Sport, Télévision tunisienne 1 Arbitrage : Nidhal Letaief Arbitres assistants : Mohamed Bekir Wael Hannachi Quatrième arbitre : Amine Fgaier |

Lors de la treizième journée du championnat, le Club africain face à l'Avenir sportif de Soliman (1-0), permettant au club de se qualifier pour la phase des play-offs.
| 13e journée                  | Club africain       | 1 - 0   | AS Soliman | Stade olympique de Radès, Radès | |
| 30 décembre 2023 16:30 GMT+1 | Ghaith Zaalouni 13e | (1 - 0) |            | Spectateurs : 9 900 Diffuseur : Diwan Sport, Télévision tunisienne 2 Arbitrage : Sadok Selmi Arbitres assistants : Jamel Dorai Abdesselem Chourabi | Spectateurs : 9 900 Diffuseur : Diwan Sport, Télévision tunisienne 2 Arbitrage : Sadok Selmi Arbitres assistants : Jamel Dorai Abdesselem Chourabi |

À l'occasion de la dernière journée de la première phase du championnat, le Club africain bat l'Olympique de Béja (0-1).
| 14e journée                | Olympique de Béja | 0 - 1   | Club africain    | Stade municipal de Tabarka, Tabarka | |
| 3 janvier 2024 14:00 GMT+1 |                   | (0 - 1) | Tayeb Meziani 9e | Spectateurs : 53 Diffuseur : Diwan Sport, Télévision tunisienne 1 Arbitrage : Ali Mokhtar Arbitres assistants : Bassam Abouda Oussema Gafsi | Spectateurs : 53 Diffuseur : Diwan Sport, Télévision tunisienne 1 Arbitrage : Ali Mokhtar Arbitres assistants : Bassam Abouda Oussema Gafsi |

#### Deuxième phase
Lors de la première journée des play-offs, le Club africain fait match nul face au Club sportif sfaxien au stade Taïeb-Mehiri (0-0).
| 1re journée             | CS Sfax | 0 - 0             | Club africain | Stade Taïeb-Mehiri, Sfax | |
| 6 mars 2024 17:00 GMT+1 |         | (0 - 0)           |               | Spectateurs : 6 800 Diffuseur : Al-Kass One, Télévision tunisienne 1, Diwan Sport Arbitrage : Mohamed Yosri Bouali Arbitres assistants : Ahmed Dhouioui Skander Jaballah Arbitre vidéo : Khaled Gouider Arbitres assistants vidéo : Jamel Doraî | Spectateurs : 6 800 Diffuseur : Al-Kass One, Télévision tunisienne 1, Diwan Sport Arbitrage : Mohamed Yosri Bouali Arbitres assistants : Ahmed Dhouioui Skander Jaballah Arbitre vidéo : Khaled Gouider Arbitres assistants vidéo : Jamel Doraî |
| 6 mars 2024 17:00 GMT+1 |         | Bassem Srarfi 45e |               | Spectateurs : 6 800 Diffuseur : Al-Kass One, Télévision tunisienne 1, Diwan Sport Arbitrage : Mohamed Yosri Bouali Arbitres assistants : Ahmed Dhouioui Skander Jaballah Arbitre vidéo : Khaled Gouider Arbitres assistants vidéo : Jamel Doraî | Spectateurs : 6 800 Diffuseur : Al-Kass One, Télévision tunisienne 1, Diwan Sport Arbitrage : Mohamed Yosri Bouali Arbitres assistants : Ahmed Dhouioui Skander Jaballah Arbitre vidéo : Khaled Gouider Arbitres assistants vidéo : Jamel Doraî |

Lors de la deuxième journée des play-offs, le Club africain s'impose face à l'Union sportive monastirienne (1-0) à Radès.
| 2e journée              | Club africain | 1 - 0               | Union sportive monastirienne | Stade olympique de Radès, Radès | |
| 9 mars 2024 17:00 GMT+1 | Ali Amri 66e  | (0 - 0)             |                              | Spectateurs : 10 400 Diffuseur : Diwan Sport, Télévision tunisienne 2 Arbitrage : Seif Ouertani Arbitres assistants : Wael Hannachi Jamel Dorai Arbitre vidéo : Jalel Sahbani Arbitres assistants vidéo : Mohamed Trabelsi | Spectateurs : 10 400 Diffuseur : Diwan Sport, Télévision tunisienne 2 Arbitrage : Seif Ouertani Arbitres assistants : Wael Hannachi Jamel Dorai Arbitre vidéo : Jalel Sahbani Arbitres assistants vidéo : Mohamed Trabelsi |
| 9 mars 2024 17:00 GMT+1 |               | Alaeddine Dridi 53e |                              | Spectateurs : 10 400 Diffuseur : Diwan Sport, Télévision tunisienne 2 Arbitrage : Seif Ouertani Arbitres assistants : Wael Hannachi Jamel Dorai Arbitre vidéo : Jalel Sahbani Arbitres assistants vidéo : Mohamed Trabelsi | Spectateurs : 10 400 Diffuseur : Diwan Sport, Télévision tunisienne 2 Arbitrage : Seif Ouertani Arbitres assistants : Wael Hannachi Jamel Dorai Arbitre vidéo : Jalel Sahbani Arbitres assistants vidéo : Mohamed Trabelsi |

Lors d'une nuit du ramadan, durant la troisième journée des plays-off, se déroule le derby tunisois entre le Club africain et l'Espérance sportive de Tunis au stade olympique de Radès.
| 3e journée               | ES Tunis                   | 1 - 0   | Club africain | Stade olympique de Radès, Radès | |
| 16 mars 2024 21:30 GMT+1 | Rodrigo Rodrigues (en) 08e | (1 - 0) |               | Spectateurs : 25 000 Diffuseur : Al-Kass One, Télévision tunisienne 1, Diwan Sport Arbitrage : Haythem Guirat Arbitres assistants : Khalil Hassani Marouane Saâd Arbitre vidéo : Dorsaf Ganouati Arbitres assistants vidéo : Skander Jaballah | Spectateurs : 25 000 Diffuseur : Al-Kass One, Télévision tunisienne 1, Diwan Sport Arbitrage : Haythem Guirat Arbitres assistants : Khalil Hassani Marouane Saâd Arbitre vidéo : Dorsaf Ganouati Arbitres assistants vidéo : Skander Jaballah |
| 16 mars 2024 21:30 GMT+1 | Rapport                    |         |               | Spectateurs : 25 000 Diffuseur : Al-Kass One, Télévision tunisienne 1, Diwan Sport Arbitrage : Haythem Guirat Arbitres assistants : Khalil Hassani Marouane Saâd Arbitre vidéo : Dorsaf Ganouati Arbitres assistants vidéo : Skander Jaballah | Spectateurs : 25 000 Diffuseur : Al-Kass One, Télévision tunisienne 1, Diwan Sport Arbitrage : Haythem Guirat Arbitres assistants : Khalil Hassani Marouane Saâd Arbitre vidéo : Dorsaf Ganouati Arbitres assistants vidéo : Skander Jaballah |

Lors de la quatrième journée des play-offs, le Club africain aboutit à un match nul (0-0) face au Stade tunisien à Radès.
| 4e journée                | Club africain | 0 - 0   | Stade tunisien | Stade olympique de Radès, Radès | |
| 13 avril 2024 17:30 GMT+1 |               | (0 - 0) |                | Spectateurs : 15 000 Diffuseur : Diwan Sport, Télévision tunisienne 2 Arbitrage : Ahmed Dhaouadi Arbitres assistants : Mahjoub Mernissi Khaled Souayah Arbitre vidéo : Houssem Hadj Ali Arbitres assistants vidéo : Jamel Doraii | Spectateurs : 15 000 Diffuseur : Diwan Sport, Télévision tunisienne 2 Arbitrage : Ahmed Dhaouadi Arbitres assistants : Mahjoub Mernissi Khaled Souayah Arbitre vidéo : Houssem Hadj Ali Arbitres assistants vidéo : Jamel Doraii |

Lors de la cinquième journée des play-offs, le Club africain fait match nul avec l'Étoile sportive du Sahel au stade olympique de Sousse (0-0).
| 5e journée                | Étoile sportive du Sahel | 0 - 0   | Club africain | Stade olympique de Sousse, Sousse | |
| 28 avril 2024 15:22 GMT+1 |                          | (0 - 0) |               | Spectateurs : 8 000 Diffuseur : Diwan Sport, Télévision tunisienne 1, Al-Kass One Arbitrage : Nidhal Letaief Arbitres assistants : Bassem Abouda Wassim Amara Arbitre vidéo : Lahlou Benbraham Arbitres assistants vidéo : Mokrane Gourari | Spectateurs : 8 000 Diffuseur : Diwan Sport, Télévision tunisienne 1, Al-Kass One Arbitrage : Nidhal Letaief Arbitres assistants : Bassem Abouda Wassim Amara Arbitre vidéo : Lahlou Benbraham Arbitres assistants vidéo : Mokrane Gourari |

Lors de la sixième journée des play-offs, le Club africain est défait par le Club sportif sfaxien au stade olympique de Radès (0-2).
| 6e journée             | Club africain                        | 1 - 3   | CS Sfax                                                                                     | Stade olympique de Radès, Radès | |
| 5 mai 2024 17:33 GMT+1 | Hamdi Labidi 73e (pen.)              | (0 - 1) | Baraket El Hmidi 36e (Diby Beranger Gautier ) · Youssef Becha 48e · Alaa Ghram 90+1e (pen.) | Spectateurs : 17 800 Diffuseur : Télévision tunisienne 2, Al-Kass Two, Diwan Sport Arbitrage : Bedis Ben Salah Arbitres assistants : Mohamed Bakir Wassim Hannachi Quatrième arbitre : Haythem Guirat Arbitre vidéo : Samir Guezzaz Arbitres assistants vidéo : Lahcen Azgaou | Spectateurs : 17 800 Diffuseur : Télévision tunisienne 2, Al-Kass Two, Diwan Sport Arbitrage : Bedis Ben Salah Arbitres assistants : Mohamed Bakir Wassim Hannachi Quatrième arbitre : Haythem Guirat Arbitre vidéo : Samir Guezzaz Arbitres assistants vidéo : Lahcen Azgaou |
| 5 mai 2024 17:33 GMT+1 | Tayeb Meziani 8e · Adem Taous 90+12e |         | 19e Baraket El Hmidi · 23e Mohamed Salah Mhadhebi · Iyed Belwafi 90+8e                      | Spectateurs : 17 800 Diffuseur : Télévision tunisienne 2, Al-Kass Two, Diwan Sport Arbitrage : Bedis Ben Salah Arbitres assistants : Mohamed Bakir Wassim Hannachi Quatrième arbitre : Haythem Guirat Arbitre vidéo : Samir Guezzaz Arbitres assistants vidéo : Lahcen Azgaou | Spectateurs : 17 800 Diffuseur : Télévision tunisienne 2, Al-Kass Two, Diwan Sport Arbitrage : Bedis Ben Salah Arbitres assistants : Mohamed Bakir Wassim Hannachi Quatrième arbitre : Haythem Guirat Arbitre vidéo : Samir Guezzaz Arbitres assistants vidéo : Lahcen Azgaou |

Le Club africain subit une lourde défaite face à l'Union sportive monastirienne lors de la septième journée des play-offs à Monastir (4-0).
| 7e journée              | Union sportive monastirienne                                                    | 4 - 0   | Club africain | Stade Mustapha-Ben-Jannet, Monastir | |
| 10 mai 2024 17:32 GMT+1 | Bilel Aït Malek 23e · Faïssal Mannaï 28e · Ahmed Jafeli 63e · Anas Bouati 90+4e | (2 - 0) |               | Spectateurs : 4 500 Diffuseur : Diwan Sport, Télévision tunisienne 1 Arbitrage : Ameur Chouchane Arbitres assistants : Faouzi Jeridi Bassem Abouda Quatrième arbitre : Mahmoud Ksiaâ Arbitre vidéo : Aymen Nasri Arbitres assistants vidéo : Wael Hannachi | Spectateurs : 4 500 Diffuseur : Diwan Sport, Télévision tunisienne 1 Arbitrage : Ameur Chouchane Arbitres assistants : Faouzi Jeridi Bassem Abouda Quatrième arbitre : Mahmoud Ksiaâ Arbitre vidéo : Aymen Nasri Arbitres assistants vidéo : Wael Hannachi |

Le 2 juin, lors de la huitième journée des play-offs, le derby de la capitale oppose le Club africain à l'Espérance sportive de Tunis au stade olympique de Radès. La rencontre se solde par la défaite du premier sur le score de 1-2. À la suite des incidents survenus durant ce derby, le bureau de la Ligue nationale de football professionnel (LNFP) inflige plusieurs sanctions au Club africain, qui doit s'acquitter d'une amende de 10 000 dinars pour jets de projectiles, disputer ses deux prochains matchs à domicile à huis clos, et indemniser l'intégralité des dégâts occasionnés par ses supporters dans l'enceinte du stade. Le ministère de la Jeunesse et des Sports estime les dommages subis dans le stade à environ 100 000 dinars. Par ailleurs, deux joueurs du Club africain, Skander Laabidi et Mohamed Amine Hamrouni, sont convoqués à comparaître devant le bureau de la LNFP et sont suspendus dans l'intervalle,.
| 8e journée              | Club africain                       | 1 - 2   | ES Tunis                                                | Stade olympique de Radès, Radès | |
| 2 juin 2024 19:02 GMT+1 | Kingsley Eduwo 90+11e (pen.)        | (0 - 1) | Yan Sasse (en) 03e · Rodrigo Rodrigues (en) 26e         | Spectateurs : 29 200 puis 4 500 Diffuseur : Télévision tunisienne 2, Al-Kass One, Diwan Sport Arbitrage : Ahmed Kadhim Gatea Rsetam Arbitres assistants : Akram Ali Jabbar Hussein Allah Munshid Quatrième arbitre : Nidhal Letaief Arbitre vidéo : Wathik Mohammed Abdallah Arbitres assistants vidéo : Wassim Amara | Spectateurs : 29 200 puis 4 500 Diffuseur : Télévision tunisienne 2, Al-Kass One, Diwan Sport Arbitrage : Ahmed Kadhim Gatea Rsetam Arbitres assistants : Akram Ali Jabbar Hussein Allah Munshid Quatrième arbitre : Nidhal Letaief Arbitre vidéo : Wathik Mohammed Abdallah Arbitres assistants vidéo : Wassim Amara |
| 2 juin 2024 19:02 GMT+1 | Adem Taous 20e · Kingsley Eduwo 54e |         | 52e Mohamed Amine Ben Hmida · 90+17e Amen Allah Memmich | Spectateurs : 29 200 puis 4 500 Diffuseur : Télévision tunisienne 2, Al-Kass One, Diwan Sport Arbitrage : Ahmed Kadhim Gatea Rsetam Arbitres assistants : Akram Ali Jabbar Hussein Allah Munshid Quatrième arbitre : Nidhal Letaief Arbitre vidéo : Wathik Mohammed Abdallah Arbitres assistants vidéo : Wassim Amara | Spectateurs : 29 200 puis 4 500 Diffuseur : Télévision tunisienne 2, Al-Kass One, Diwan Sport Arbitrage : Ahmed Kadhim Gatea Rsetam Arbitres assistants : Akram Ali Jabbar Hussein Allah Munshid Quatrième arbitre : Nidhal Letaief Arbitre vidéo : Wathik Mohammed Abdallah Arbitres assistants vidéo : Wassim Amara |

Le 14 juin, lors de la neuvième journée des play-offs, le Club africain aboutit à un match nul (1-1) face au Stade tunisien au Bardo.
| 9e journée               | Stade tunisien      | 1 - 1                      | Club africain                        | Stade Hédi-Enneifer, Le Bardo | |
| 14 juin 2023 16:30 GMT+1 | Wael Ouerghemmi 57e | (0 - 1)                    | ( Kingsley Eduwo) Ghaith Sghaier 16e | Spectateurs : 3 800 Diffuseur : Diwan Sport, Télévision tunisienne 1 Arbitrage : Nidhal Letaief Arbitres assistants : Bassem Abouda Med Slim Jbeniani Quatrième arbitre : Khalil Jarry Arbitre vidéo : Benoît Millot Arbitres assistants vidéo : Wassim Amara | Spectateurs : 3 800 Diffuseur : Diwan Sport, Télévision tunisienne 1 Arbitrage : Nidhal Letaief Arbitres assistants : Bassem Abouda Med Slim Jbeniani Quatrième arbitre : Khalil Jarry Arbitre vidéo : Benoît Millot Arbitres assistants vidéo : Wassim Amara |
| 14 juin 2023 16:30 GMT+1 |                     | Houssem Eddine Souissi 78e |                                      | Spectateurs : 3 800 Diffuseur : Diwan Sport, Télévision tunisienne 1 Arbitrage : Nidhal Letaief Arbitres assistants : Bassem Abouda Med Slim Jbeniani Quatrième arbitre : Khalil Jarry Arbitre vidéo : Benoît Millot Arbitres assistants vidéo : Wassim Amara | Spectateurs : 3 800 Diffuseur : Diwan Sport, Télévision tunisienne 1 Arbitrage : Nidhal Letaief Arbitres assistants : Bassem Abouda Med Slim Jbeniani Quatrième arbitre : Khalil Jarry Arbitre vidéo : Benoît Millot Arbitres assistants vidéo : Wassim Amara |

À l'occasion de la dernière journée de la phase du championnat, le Club africain aboutit à un match nul (0-0) lors de sa rencontre avec l'Étoile sportive du Sahel au stade olympique de Radès. La rencontre est caractérisée par un manque d'action significative et d'intensité et un rythme lent,.
| 10e journée              | Club africain       | 0 - 0   | Étoile sportive du Sahel | Stade olympique de Radès, Radès | |
| 19 juin 2023 17:34 GMT+1 |                     | (0 - 0) |                          | Spectateurs : Huis clos Diffuseur : Diwan Sport, Télévision tunisienne 2 Arbitrage : Khalil Jery Arbitres assistants : Jasem Shimi Mohamed Trabelsi Quatrième arbitre : Walid Ouini Arbitre vidéo : Amir Ayadi Arbitres assistants vidéo : Fayçal Bannani | Spectateurs : Huis clos Diffuseur : Diwan Sport, Télévision tunisienne 2 Arbitrage : Khalil Jery Arbitres assistants : Jasem Shimi Mohamed Trabelsi Quatrième arbitre : Walid Ouini Arbitre vidéo : Amir Ayadi Arbitres assistants vidéo : Fayçal Bannani |
| 19 juin 2023 17:34 GMT+1 | Federico Bikoro 87e |         | Salaheddine Ghedamsi 25e | Spectateurs : Huis clos Diffuseur : Diwan Sport, Télévision tunisienne 2 Arbitrage : Khalil Jery Arbitres assistants : Jasem Shimi Mohamed Trabelsi Quatrième arbitre : Walid Ouini Arbitre vidéo : Amir Ayadi Arbitres assistants vidéo : Fayçal Bannani | Spectateurs : Huis clos Diffuseur : Diwan Sport, Télévision tunisienne 2 Arbitrage : Khalil Jery Arbitres assistants : Jasem Shimi Mohamed Trabelsi Quatrième arbitre : Walid Ouini Arbitre vidéo : Amir Ayadi Arbitres assistants vidéo : Fayçal Bannani |

### Coupe de Tunisie
Lors des seizièmes de finale de la coupe de Tunisie auxquels 
le Club africain participe, il affronte avec succès l'Union sportive de Ben Guerdane au stade du 7-Mars le 21 avril, se qualifiant aux tirs au but (4-2) à la suite d'un match nul (1-1).
| 1/16e du Finale           | US Ben Guerdane                                                          | 1 - 1                 | Club africain                                                                 | Stade du 7-Mars, Ben Gardane | |
| 21 avril 2024 14:32 GMT+1 | Ayoub Chaabane 47e                                                       | (0 - 0, 1 - 1, 1 - 1) | Federico Bikoro 57e                                                           | Spectateurs : 650 Diffuseur : Diwan Sport, Télévision tunisienne 1 Arbitrage : Houssem Boularès Arbitres assistants : Wael Hannachi Marouène Saad | Spectateurs : 650 Diffuseur : Diwan Sport, Télévision tunisienne 1 Arbitrage : Houssem Boularès Arbitres assistants : Wael Hannachi Marouène Saad |
| 21 avril 2024 14:32 GMT+1 | Ghazi Abderrazzak · Nassim Sioud · Houssem Habbassi · Mohamed Khalil Zid | Tirs au but 3 - 5     | Kingsley Eduwo · Rached Arfaoui · Ahmed Khalil · Ghaith Zaalouni · Adem Taous | Spectateurs : 650 Diffuseur : Diwan Sport, Télévision tunisienne 1 Arbitrage : Houssem Boularès Arbitres assistants : Wael Hannachi Marouène Saad | Spectateurs : 650 Diffuseur : Diwan Sport, Télévision tunisienne 1 Arbitrage : Houssem Boularès Arbitres assistants : Wael Hannachi Marouène Saad |

Lors des huitièmes de finale de la coupe de Tunisie auxquels le Club africain participe, il affronte avec succès (2-1) le Club sportif de Korba le 17 mai à Korba.
| 1/8e de finale          | Club sportif de Korba | 1 - 2   | Club africain                                                   | Stade municipal de Korba, Korba | |
| 17 mai 2024 14:32 GMT+1 | Ali Salah 9e          | (1 - 0) | Nasreddine Gouia 55e (csc) (Aziz Ghrissi ) · Ghaith Sghaier 72e | Spectateurs : 150 Diffuseur : Diwan Sport, Télévision tunisienne 1 Arbitrage : Amir Ayadi Arbitres assistants : Walid Moalla Mohamed Ali Mehdi Quatrième arbitre : Amin Fekir | Spectateurs : 150 Diffuseur : Diwan Sport, Télévision tunisienne 1 Arbitrage : Amir Ayadi Arbitres assistants : Walid Moalla Mohamed Ali Mehdi Quatrième arbitre : Amin Fekir |

Dans ce contexte, le Club africain affronte également avec succès (2-1) l'Union sportive monastirienne à Monastir.
| Quart de finale          | Union sportive monastirienne | 1 - 2              | Club africain                                  | Stade Mustapha-Ben-Jannet, Monastir | |
| 23 juin 2024 19:01 GMT+1 | Chiheb Jbeli 32e             | (1 - 1)            | Houssem Eddine Souissi 29e · Bassem Srarfi 76e | Spectateurs : 6 200 Diffuseur : Diwan Sport, Télévision tunisienne 1 Arbitrage : Oussama Ben Ishak Arbitres assistants : Faouzi Jeridi Bassem Abouda Quatrième arbitre : Mahmoud Ksiaâ Arbitre vidéo : Aymen Nasri Arbitres assistants vidéo : Wael Hannachi | Spectateurs : 6 200 Diffuseur : Diwan Sport, Télévision tunisienne 1 Arbitrage : Oussama Ben Ishak Arbitres assistants : Faouzi Jeridi Bassem Abouda Quatrième arbitre : Mahmoud Ksiaâ Arbitre vidéo : Aymen Nasri Arbitres assistants vidéo : Wael Hannachi |
| 23 juin 2024 19:01 GMT+1 |                              | Ameur El Omran 59e |                                                | Spectateurs : 6 200 Diffuseur : Diwan Sport, Télévision tunisienne 1 Arbitrage : Oussama Ben Ishak Arbitres assistants : Faouzi Jeridi Bassem Abouda Quatrième arbitre : Mahmoud Ksiaâ Arbitre vidéo : Aymen Nasri Arbitres assistants vidéo : Wael Hannachi | Spectateurs : 6 200 Diffuseur : Diwan Sport, Télévision tunisienne 1 Arbitrage : Oussama Ben Ishak Arbitres assistants : Faouzi Jeridi Bassem Abouda Quatrième arbitre : Mahmoud Ksiaâ Arbitre vidéo : Aymen Nasri Arbitres assistants vidéo : Wael Hannachi |

Le Club athlétique bizertin se qualifie pour la finale de la coupe de Tunisie, le 26 juin, après avoir battu (2-1) le Club africain.
| Titulaires :  |                          |  |
|               |                          |  |
| 27            | Achref Abdellafou        |  |
| 31            | Mohamd Aziz Gasmi 76e    |  |
| 04            | Rayane Rehimi            |  |
| 24            | Mohamed Amine Allela 84e |  |
| 06            | Abdou Seydi              |  |
| 10            | Alassane Kanté 84e       |  |
| 30            | Achref Ferchichi         |  |
| 17            | Iyed Midani              |  |
| 15            | Ibrahima Cissoko 76e     |  |
| 05            | Taieb Ben Zitoun 57e     |  |
| 34            | Youcef Fellahi           |  |
|               |                          |  |
| Remplaçants : |                          |  |
| 01            | Kaïs Amdouni             |  |
| 16            | Khaled Saidani 76e       |  |
| 20            | Bassem Ben Aissa         |  |
| 19            | Firas Ben Othman 84e     |  |
| 29            | Béchir Rehibi            |  |
| 02            | Farouk Bougatfa          |  |
| 25            | Alaeddine Bouallegui     |  |
| 09            | Rayen Mechergui          |  |
| 08            | Yasser Mechergui         |  |
|               |                          |  |
| Entraîneur :  |                          |  |
| Maher Kanzari |                          |  |

| Titulaires :          |                       |  |
|                       |                       |  |
| 23                    | Mouez Hassen          |  |
| 26                    | Rami Bedoui           |  |
| 17                    | Ghaith Zaalouni       |  |
| 4                     | Hamza Agrebi          |  |
| 21                    | Adem Taous            |  |
| 05                    | Ahmed Khalil 82e      |  |
| 31                    | Federico Bikoro       |  |
| 08                    | Ghaith Sghaier        |  |
| 10                    | Rached Arfaoui 36e    |  |
| 18                    | Khalil Kassab         |  |
| 28                    | Hamdi Labidi          |  |
|                       |                       |  |
| Remplaçants :         |                       |  |
| 01                    | Noureddine Farhati    |  |
| 16                    | Skander Labidi 76e    |  |
| 20                    | Aziz Ghrissi          |  |
| 13                    | Wissem Ben Yahia 84e  |  |
| 07                    | Adem Garreb           |  |
| 15                    | Zouhaier Dhaouadi 84e |  |
| 31                    | Youssef Snana         |  |
| 19                    | Bassem Srarfi         |  |
| 09                    | Ali Amri              |  |
|                       |                       |  |
| Entraîneur :          |                       |  |
| Faouzi Benzarti 90+4e |                       |  |

| Titulaires :  |                          |  |
|               |                          |  |
| 27            | Achref Abdellafou        |  |
| 31            | Mohamd Aziz Gasmi 76e    |  |
| 04            | Rayane Rehimi            |  |
| 24            | Mohamed Amine Allela 84e |  |
| 06            | Abdou Seydi              |  |
| 10            | Alassane Kanté 84e       |  |
| 30            | Achref Ferchichi         |  |
| 17            | Iyed Midani              |  |
| 15            | Ibrahima Cissoko 76e     |  |
| 05            | Taieb Ben Zitoun 57e     |  |
| 34            | Youcef Fellahi           |  |
|               |                          |  |
| Remplaçants : |                          |  |
| 01            | Kaïs Amdouni             |  |
| 16            | Khaled Saidani 76e       |  |
| 20            | Bassem Ben Aissa         |  |
| 19            | Firas Ben Othman 84e     |  |
| 29            | Béchir Rehibi            |  |
| 02            | Farouk Bougatfa          |  |
| 25            | Alaeddine Bouallegui     |  |
| 09            | Rayen Mechergui          |  |
| 08            | Yasser Mechergui         |  |
|               |                          |  |
| Entraîneur :  |                          |  |
| Maher Kanzari |                          |  |

| Titulaires :          |                       |  |
|                       |                       |  |
| 23                    | Mouez Hassen          |  |
| 26                    | Rami Bedoui           |  |
| 17                    | Ghaith Zaalouni       |  |
| 4                     | Hamza Agrebi          |  |
| 21                    | Adem Taous            |  |
| 05                    | Ahmed Khalil 82e      |  |
| 31                    | Federico Bikoro       |  |
| 08                    | Ghaith Sghaier        |  |
| 10                    | Rached Arfaoui 36e    |  |
| 18                    | Khalil Kassab         |  |
| 28                    | Hamdi Labidi          |  |
|                       |                       |  |
| Remplaçants :         |                       |  |
| 01                    | Noureddine Farhati    |  |
| 16                    | Skander Labidi 76e    |  |
| 20                    | Aziz Ghrissi          |  |
| 13                    | Wissem Ben Yahia 84e  |  |
| 07                    | Adem Garreb           |  |
| 15                    | Zouhaier Dhaouadi 84e |  |
| 31                    | Youssef Snana         |  |
| 19                    | Bassem Srarfi         |  |
| 09                    | Ali Amri              |  |
|                       |                       |  |
| Entraîneur :          |                       |  |
| Faouzi Benzarti 90+4e |                       |  |

### Coupe de la confédération
Le Club africain participe à la saison 2023-2024 de la coupe de la confédération. Il participe directement au deuxième tour des qualifications en terminant à la 3e place du championnat de Tunisie 2022-2023.
Le tirage au sort désigne le club éthiopien du Bahir Dar Kenema FC comme son premier adversaire,. Le match se termine sur une défaite du Club africain (0-2).
| 2e tour préliminaire aller    | Bahir Dar Kenema FC       | 2 - 0   | Club africain | Stade Abebe-Bikila, Addis-Abeba                                                               |                                                                                               |
| 17 septembre 2023 13:30 GMT+1 | Habtamu Tadesse 45+3e 90e | (1 - 0) |               | Spectateurs : 120 Arbitrage : Tuoniféré Soro Arbitres assistants : Kalilou Bamba Clément Kpan | Spectateurs : 120 Arbitrage : Tuoniféré Soro Arbitres assistants : Kalilou Bamba Clément Kpan |

Le 1er octobre, le Club africain bat le Bahir Dar Kenema FC (3-0) à Radès au terme du match retour du second tour préliminaire et se qualifie ainsi pour la phase de poules de la coupe de la confédération 2023-2024.
| 2e tour préliminaire retour  | Club africain                                             | 3 - 0   | Bahir Dar Kenema FC | Stade olympique de Radès, Radès | |
| 1er octobre 2023 16:00 GMT+1 | Bassem Srarfi 14e · Kingsley Eduwo 36e · Hamdi Labidi 43e | (3 - 0) |                     | Spectateurs : 34 500 Diffuseur : Télévision tunisienne 1 Arbitrage : Ousmane Diakité Arbitres assistants : Baba Yomboliba Idrissa Kamouré Quatrième arbitre : Mahamadou Kéïta | Spectateurs : 34 500 Diffuseur : Télévision tunisienne 1 Arbitrage : Ousmane Diakité Arbitres assistants : Baba Yomboliba Idrissa Kamouré Quatrième arbitre : Mahamadou Kéïta |
| 1er octobre 2023 16:00 GMT+1 | Rapport                                                   |         |                     | Spectateurs : 34 500 Diffuseur : Télévision tunisienne 1 Arbitrage : Ousmane Diakité Arbitres assistants : Baba Yomboliba Idrissa Kamouré Quatrième arbitre : Mahamadou Kéïta | Spectateurs : 34 500 Diffuseur : Télévision tunisienne 1 Arbitrage : Ousmane Diakité Arbitres assistants : Baba Yomboliba Idrissa Kamouré Quatrième arbitre : Mahamadou Kéïta |

Le 26 novembre, le Club africain bat le Dreams FC (2-0) à Radès au terme de la première journée de la phase de poules de la coupe de la confédération.
| 1re journée                  | Club africain                              | 2 - 0   | Dreams FC             | Stade olympique de Radès, Radès | |
| 26 novembre 2023 14:00 GMT+1 | Tayeb Meziani 5e · Bassem Srarfi 19e       | (2 - 0) |                       | Spectateurs : 23 500 Diffuseur : BeIn Sports 6 Arbitrage : Andofetra Rakotojaona Arbitres assistants : Lionel Hasinjarasoa Andrianantenaina Augustin Herinirina | Spectateurs : 23 500 Diffuseur : BeIn Sports 6 Arbitrage : Andofetra Rakotojaona Arbitres assistants : Lionel Hasinjarasoa Andrianantenaina Augustin Herinirina |
| 26 novembre 2023 14:00 GMT+1 | Kingsley Eduwo 45+3e · Federico Bikoro 81e |         | Abdul Jalilu 40e, 59e | Spectateurs : 23 500 Diffuseur : BeIn Sports 6 Arbitrage : Andofetra Rakotojaona Arbitres assistants : Lionel Hasinjarasoa Andrianantenaina Augustin Herinirina | Spectateurs : 23 500 Diffuseur : BeIn Sports 6 Arbitrage : Andofetra Rakotojaona Arbitres assistants : Lionel Hasinjarasoa Andrianantenaina Augustin Herinirina |

Le 3 décembre, en déplacement en Angola, le Club africain bat l'Académica do Lobito (2-0) à Luanda au terme de la deuxième journée de la phase de poules de la coupe de la confédération.
| 2e journée                  | Académica do Lobito             | 1 - 3                                    | Club africain                                            | Stade national du 11-Novembre, Luanda | |
| 3 décembre 2023 17:00 GMT+1 | Samuel Chissapa Cachimbombo 60e | (0 - 0)                                  | Bassem Srarfi 46e · Hamdi Labidi 53e · Bassem Srarfi 75e | Spectateurs : 1 500 Diffuseur : BeIn Sports 8 Arbitrage : Ligali Adrissa Abdul Raphiou Arbitres assistants : Gbemassiandan Kouton Lucien Hontonnou | Spectateurs : 1 500 Diffuseur : BeIn Sports 8 Arbitrage : Ligali Adrissa Abdul Raphiou Arbitres assistants : Gbemassiandan Kouton Lucien Hontonnou |
| 3 décembre 2023 17:00 GMT+1 |                                 | Hamdi Labidi 45+3e · Federico Bikoro 84e |                                                          | Spectateurs : 1 500 Diffuseur : BeIn Sports 8 Arbitrage : Ligali Adrissa Abdul Raphiou Arbitres assistants : Gbemassiandan Kouton Lucien Hontonnou | Spectateurs : 1 500 Diffuseur : BeIn Sports 8 Arbitrage : Ligali Adrissa Abdul Raphiou Arbitres assistants : Gbemassiandan Kouton Lucien Hontonnou |

Le 10 décembre, en déplacement au Nigeria, le Club africain s'incline face à Rivers United (1-0) à Uyo au terme de la troisième journée de la phase de poules de la coupe de la confédération.
| 3e journée                   | Rivers United FC | 1 - 0   | Club africain      | Godswill Akpabio International Stadium, Uyo | |
| 10 décembre 2023 16:00 GMT+1 | Nyima Nwagua 43e | (1 - 0) |                    | Spectateurs : 5 600 Diffuseur : BeIn Sports 8 Arbitrage : Dahane Beida Arbitres assistants : Dimbiniaina Andriatianarivelo Jonathan Ahonto Koffi Quatrième arbitre : Aklesso Gnama | Spectateurs : 5 600 Diffuseur : BeIn Sports 8 Arbitrage : Dahane Beida Arbitres assistants : Dimbiniaina Andriatianarivelo Jonathan Ahonto Koffi Quatrième arbitre : Aklesso Gnama |
| 10 décembre 2023 16:00 GMT+1 | Samuel Antwi 83e |         | Rached Arfaoui 83e | Spectateurs : 5 600 Diffuseur : BeIn Sports 8 Arbitrage : Dahane Beida Arbitres assistants : Dimbiniaina Andriatianarivelo Jonathan Ahonto Koffi Quatrième arbitre : Aklesso Gnama | Spectateurs : 5 600 Diffuseur : BeIn Sports 8 Arbitrage : Dahane Beida Arbitres assistants : Dimbiniaina Andriatianarivelo Jonathan Ahonto Koffi Quatrième arbitre : Aklesso Gnama |

Le 20 décembre, le Club africain bat Rivers United (3-0) à Radès au terme du match de la quatrième journée de la phase de poules de la coupe de la confédération.
| 4e journée                   | Club africain                           | 3 - 0   | Rivers United FC                    | Stade olympique de Radès, Radès | |
| 20 décembre 2023 20:00 GMT+1 | Kingsley Eduwo 7e 43e · Rami Bedoui 62e | (2 - 0) |                                     | Spectateurs : 20 000 Diffuseur : BeIn Sports 6 Arbitrage : Mahmood Ismail Arbitres assistants : Mohammed Ibrahim Liban Abdourazak Quatrième arbitre : Sabri Mohamed Fadul | Spectateurs : 20 000 Diffuseur : BeIn Sports 6 Arbitrage : Mahmood Ismail Arbitres assistants : Mohammed Ibrahim Liban Abdourazak Quatrième arbitre : Sabri Mohamed Fadul |
| 20 décembre 2023 20:00 GMT+1 | Adem Taous 80e                          |         | Paul Odeh 45+3e · Albert Korvah 88e | Spectateurs : 20 000 Diffuseur : BeIn Sports 6 Arbitrage : Mahmood Ismail Arbitres assistants : Mohammed Ibrahim Liban Abdourazak Quatrième arbitre : Sabri Mohamed Fadul | Spectateurs : 20 000 Diffuseur : BeIn Sports 6 Arbitrage : Mahmood Ismail Arbitres assistants : Mohammed Ibrahim Liban Abdourazak Quatrième arbitre : Sabri Mohamed Fadul |

Le 25 février, le Club africain s'incline face au Dreams FC (1-0) à Kumasi, au terme de la cinquième journée de la phase de poules de la coupe de la confédération.
| 5e journée                  | Dreams FC                               | 1 - 0   | Club africain              | Baba Yara Stadium, Kumasi | |
| 25 février 2024 17:00 GMT+1 | Godfred Kingsley Atuahene 50e           | (0 - 0) |                            | Spectateurs : 1 800 Diffuseur : BeIn Sports Xtra 1 Arbitrage : Ahmad Heeralall Arbitres assistants : Ram Babajee Aswet Teeluck Quatrième arbitre : Patrice Milazare | Spectateurs : 1 800 Diffuseur : BeIn Sports Xtra 1 Arbitrage : Ahmad Heeralall Arbitres assistants : Ram Babajee Aswet Teeluck Quatrième arbitre : Patrice Milazare |
| 25 février 2024 17:00 GMT+1 | Seth Agyemang 82e · Gidios Aseako 90+2e | Rapport | Mohamed Amine Hamrouni 53e | Spectateurs : 1 800 Diffuseur : BeIn Sports Xtra 1 Arbitrage : Ahmad Heeralall Arbitres assistants : Ram Babajee Aswet Teeluck Quatrième arbitre : Patrice Milazare | Spectateurs : 1 800 Diffuseur : BeIn Sports Xtra 1 Arbitrage : Ahmad Heeralall Arbitres assistants : Ram Babajee Aswet Teeluck Quatrième arbitre : Patrice Milazare |

Le 3 mars, le Club africain obtient un nul face au l'Académica do Lobito (1-1) à Radès au terme de la dernière journée de la phase de poules de la coupe de la confédération. Avec cette parité et la victoire in extremis de Rivers United face au Dreams FC, le Club africain est éliminé de la compétition, terminant la phase de groupes à la troisième place, avec dix points.
| 6e journée              | Club africain                          | 1 - 1   | Académica do Lobito                                  | Stade olympique de Radès, Radès | |
| 3 mars 2024 17:00 GMT+1 | ( Wissem Ben Yahia) Kingsley Eduwo 58e | (0 - 0) | ( Osvaldo Francisco) Samuel Chissapa Cachimbombo 78e | Spectateurs : 21 200 Diffuseur : BeIn Sports 6, Wataniya 1 TNT Arbitrage : Clement Kpan Arbitres assistants : Eba Ettien Koabenan Adiouman Quatrième arbitre : Kouassi Biro | Spectateurs : 21 200 Diffuseur : BeIn Sports 6, Wataniya 1 TNT Arbitrage : Clement Kpan Arbitres assistants : Eba Ettien Koabenan Adiouman Quatrième arbitre : Kouassi Biro |
| 3 mars 2024 17:00 GMT+1 | Rached Arfaoui 90e                     | Rapport | Osvaldo Francisco 66e · Abel Silas Sequesseque 89e   | Spectateurs : 21 200 Diffuseur : BeIn Sports 6, Wataniya 1 TNT Arbitrage : Clement Kpan Arbitres assistants : Eba Ettien Koabenan Adiouman Quatrième arbitre : Kouassi Biro | Spectateurs : 21 200 Diffuseur : BeIn Sports 6, Wataniya 1 TNT Arbitrage : Clement Kpan Arbitres assistants : Eba Ettien Koabenan Adiouman Quatrième arbitre : Kouassi Biro |

## Statistiques collectives
| Compétition               | Débute au tour  | Termine         | Matches joués | Gagnés | Nuls | Perdus | Buts pour | Buts contre | Différence |
| ------------------------- | --------------- | --------------- | ------------- | ------ | ---- | ------ | --------- | ----------- | ---------- |
| Ligue 1                   | 1re journée     | 6e              | 22            | 8      | 8    | 6      | 18        | 18          | 0          |
| Coupe de Tunisie          | 1/16e de finale | Demi-finale     | 4             | 3      |      | 1      | 6         | 5           | +1         |
| Coupe de la confédération | 2e tour         | phase de poules | 8             | 4      | 1    | 3      | 12        | 6           | +6         |
| Total                     | Total           | Total           | 34            | 15     | 9    | 10     | 36        | 29          | +7         |